# 王小波 (北宋)
王小波（？—994年）。青城縣（今四川都江堰市西南）人。茶农出身（一说茶贩出身），北宋初民變领袖。

## 生平
993年（淳化四年）二月，他聚眾起事，宣称：“吾疾贫富不均，今为汝均之。”旁户纷纷参加，很快攻克青城县。接着，直插彭山，殺县令齐元振，众至一万余人。此后，转战于邛州（今四川邛崃）、蜀州（今四川崇庆），所到之处，令乡里富人大姓，具报其家所有财粟，除留其家用而外，一切调发，分给穷人，得到群众拥护，队伍增到数万人。十二月，在江原县（今四川崇庆县东南）与官军激战，王小波被西川都巡检使张玘射伤，仍奋力杀死张玘，攻克江原。
王小波终因伤重牺牲，其妻弟李顺被推为领袖，继续战斗。在占领蜀州（今崇州市）和邛州（今邛崃市）后，起义军于994年正月十六日占领成都，李顺随即自立為王，建國“大蜀”，定都成都，以应运为年号，史稱李蜀政权。之后，李蜀军又占领了四川大部分地区。994年五月六日，成都被北宋军队攻克，李蜀覆灭。

## 貢獻
王小波、李顺起事在中国民變史上，第一次明确地提出了均贫富的口号；而最早提出“平均”口号的則是唐末王仙芝。